# Lista de cruzadores pesados da Itália

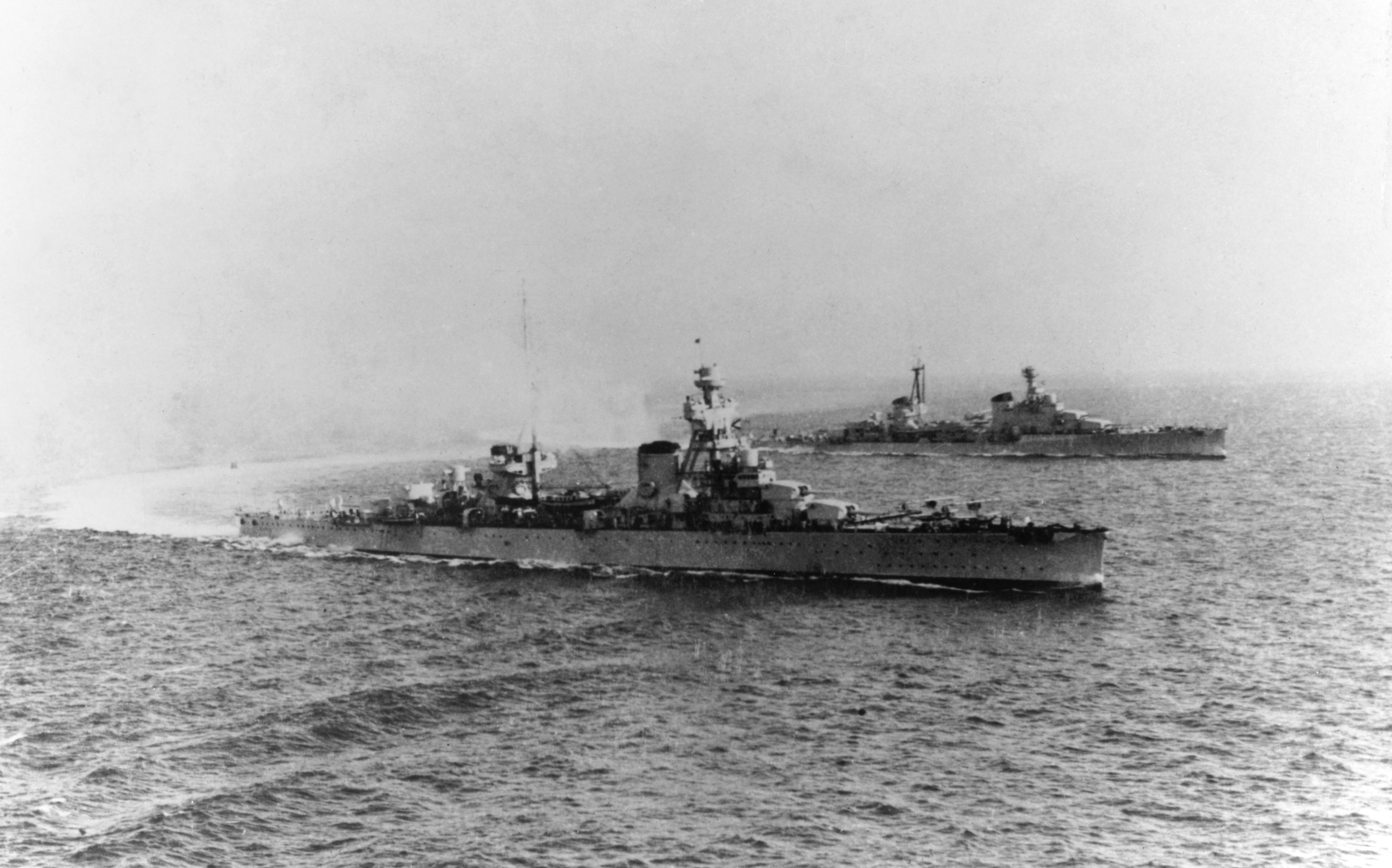
O Trento e o Bolzano na década de 1930

A Marinha Real Italiana construiu uma série de cruzadores pesados nas décadas de 1920 e 1930. Isto foi parte de um programa de modernização naval que tinha o objetivo de usar a tonelagem disponibilizada para o Reino da Itália pelo Tratado Naval de Washington de 1922. Sete embarcações desse tipo foram construídas: dois membros da Classe Trento, quatro membros da Classe Zara, mais o Bolzano. O plano original italiano era para que seis navios fossem construídos, assim seria possível montar duas divisões de três cruzadores cada, porém o Pola foi usado como capitânia enquanto os couraçados da Classe Conte di Cavour estavam em modernização, assim uma sétima embarcação foi encomendada.
Os projetos dos navios representavam discordâncias dentro do alto comando da Marinha Real, em que uma facção defendia alta velocidade em detrimento de blindagem, enquanto outra era a favor de maior proteção em detrimento de velocidade. A Classe Trento foi construída seguindo a linha de pensamento da ênfase na velocidade, porém membros do alto comando expressaram preocupação sobre a efetividade desses novos cruzadores. Consequentemente, a Classe Zara foi encomendada com uma velocidade reduzida e um nível de proteção muito maior. O Bolzano foi construído seguindo a mesma filosofia da Classe Trento, porém várias mudanças inspiradas nas características da Classe Zara foram implementadas.
Os navios tiveram carreiras relativamente tranquilas no período pré-guerra que envolveram principalmente exercícios de treinamento e revistas oficiais da frota. Todos lutaram no Mar Mediterrâneo na Segunda Guerra Mundial enfrentando a Marinha Real Britânica. Entre 1940 e 1943, os cruzadores pesados italianos participaram das batalhas de Calábria, Tarento, Cabo Spartivento, Cabo Matapão, Primeira e Segunda Batalha de Sirte. O Zara, Fiume e Pola foram afundados em março de 1941 durante a Batalha do Cabo Matapão, enquanto o Trento foi torpedeado e afundado em junho de 1942. O Bolzano também foi torpedeado em agosto de 1942 e ficou fora de ação pelo restante da guerra. Um ataque aéreo norte-americano contra La Maddalena em abril de 1943 afundou o Trieste e danificou seriamente o Gorizia. Este e o Bolzano foram tomados pela Alemanha depois da rendição da Itália em setembro de 1943, porém abandonados. Ambos foram retomados pelos italianos depois da guerra e desmontados.
| Armas principais | Número e tamanho dos canhões da bateria principal         |
| Deslocamento     | Deslocamento do navio totalmente carregado                |
| Propulsão        | Número e tipo do sistema de propulsão e velocidade máxima |
| Batimento        | Data em que o batimento de quilha ocorreu                 |
| Lançamento       | Data em que o navio foi lançado ao mar                    |
| Comissionamento  | Data em que o navio foi comissionado em serviço           |
| Destino          | Fim que o navio teve                                      |

## ClasseTrento

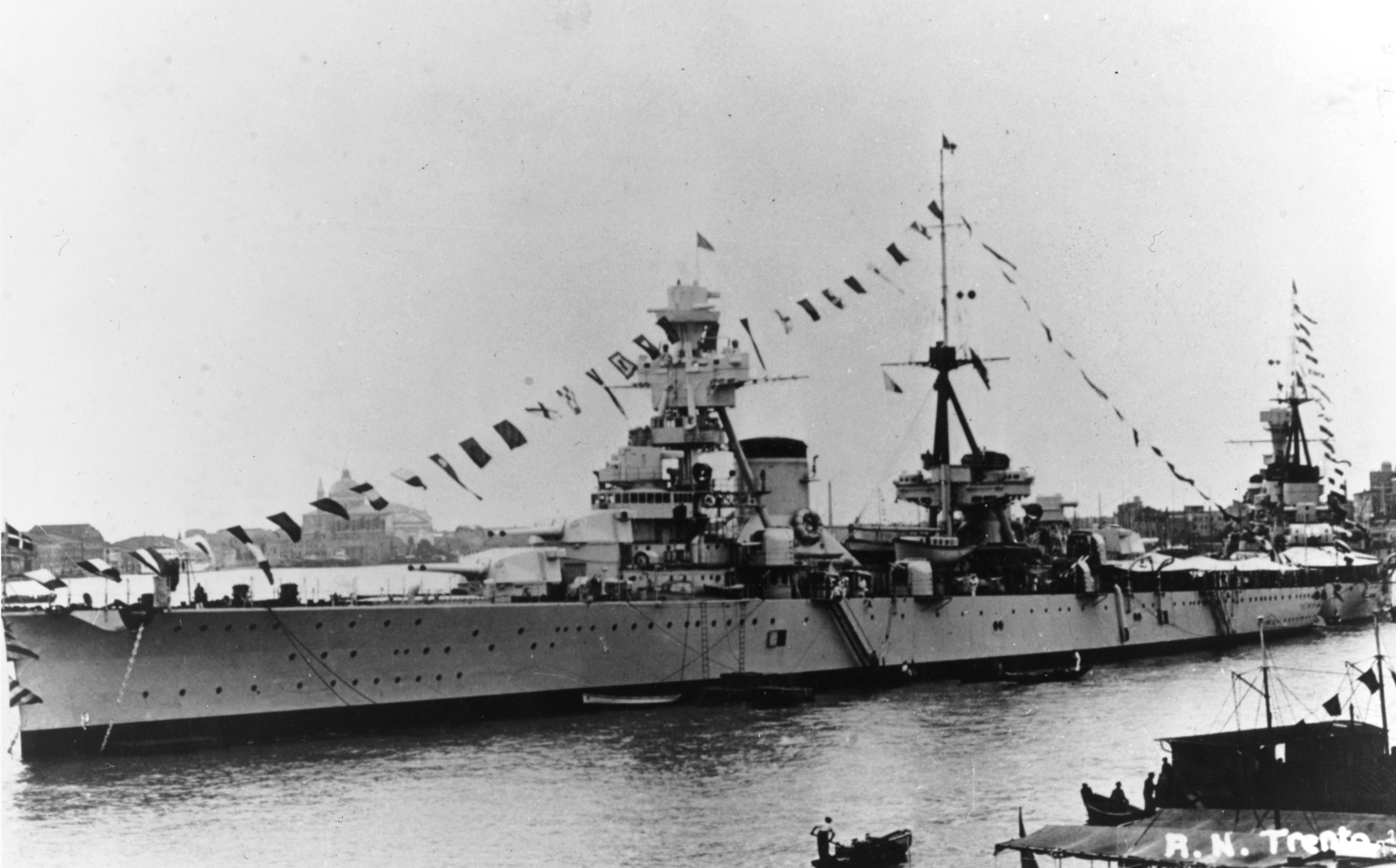
O Trento na década de 1930

Os cruzadores da Classe Trento foram encomendados em 1924 em resposta à Classe Duquesne, da Marinha Nacional Francesa, cuja construção tinha começado no mesmo ano. O alto comando da Marinha Real Italiana pediu que os cruzadores tivessem uma velocidade máxima bem elevada, de 36 nós (67 quilômetros por hora). Os termos do Tratado Naval de Washington, assinado pela Itália em 1922, limitaram o deslocamento padrão das embarcações a 10 160 toneladas e seu armamento principal a canhões de 203 milímetros. A equipe de projeto foi forçada a reduzir drasticamente a blindagem com o objetivo de cumprir as exigências de velocidade e as limitações de tamanho. Esta blindagem fina levou oficiais da Marinha Real a exigirem que a próxima classe de cruzadores pesados fossem mais bem protegidos. As altas velocidades dos navios da Classe Trento só podiam ser alcançadas em deslocamentos muito leves, com sua velocidade efetiva em serviço sendo de 31 nós (57 quilômetros por hora), a mesma que da sucessora Classe Zara.
A Itália entrou na Segunda Guerra Mundial em junho de 1940, com o Trento e o Trieste participando de vários confrontos contra forças da Marinha Real Britânica no Mar Mediterrâneo, incluindo das batalhas da Calábria em julho de 1940, Cabo Spartivento em novembro e Cabo Matapão em março de 1941. O Trieste foi torpedeado em novembro de 1941 pelo submarino HMS Utmost e passou a maior parte do ano seguinte sob reparos. Enquanto isso, o Trento esteve presente na Primeira e Segunda Batalha de Sirte. A frota britânica partiu em junho de 1942 para atacar o comboio britânico da Operação Arpão, porém o Trento foi torpedeado duas vezes no caminho, primeiro por um torpedeiro Bristol Beaufighter e depois pelo submarino HMS Umbra, afundando no dia 15. O Trieste foi para La Maddalena, na Sardenha, e foi afundado por um ataque aéreo norte-americano em 10 de abril de 1943. Seu casco foi reflutuado em 1950 e comprado pela Armada Espanhola em 1952, porém foi logo desmontado.
| Navio   | Armas principais | Deslocamento | Propulsão                            | Serviço           | Serviço         | Serviço          | Serviço            |
| Navio   | Armas principais | Deslocamento | Propulsão                            | Batimento         | Lançamento      | Comissionamento  | Destino            |
| ------- | ---------------- | ------------ | ------------------------------------ | ----------------- | --------------- | ---------------- | ------------------ |
| Trento  | 8 × 203 mm       | 13 548 t     | 4 turbinas a vapor; 36 nós (67 km/h) | fevereiro de 1925 | outubro de 1927 | abril de 1929    | Afundado em 1942   |
| Trieste | 8 × 203 mm       | 13 548 t     | 4 turbinas a vapor; 36 nós (67 km/h) | junho de 1925     | outubro de 1926 | dezembro de 1928 | Desmontado em 1959 |

## ClasseZara

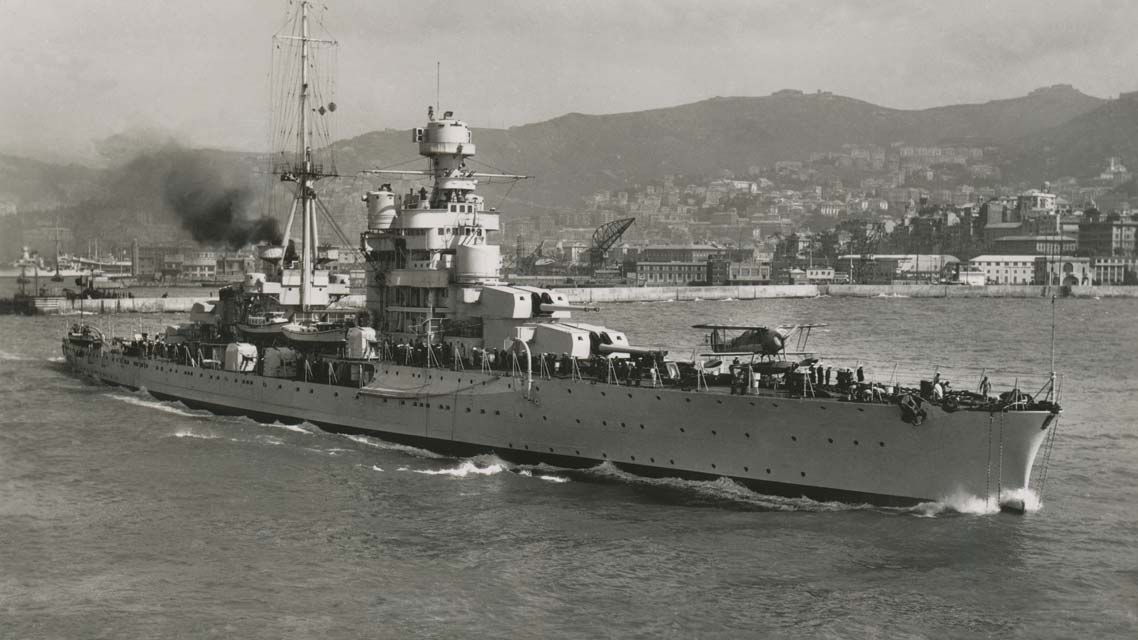
O Zara em 1938

Ainda durante a construção dos dois navios da Classe Trento, alguns membros do alto comando italiano começaram a duvidar da efetividade das novas embarcações, que sacrificavam blindagem em favor de alta velocidade. Eles defendiam um projeto mais equilibrado que incorporaria uma blindagem mais compreensiva, porém mantinham a bateria principal de oito canhões de 203 milímetros e uma velocidade máxima de pelo menos 32 nós (59 quilômetros por hora). Para que esse objetivo pudesse ser realizado, a Marinha Real permitiu que a equipe de projetistas excedesse o limite de dez mil toneladas e os instruiu a adotar o maior número possível de medidas para economizar peso. Estas incluíram a implementação de um sistema de propulsão mais leve, a remoção dos tubos de torpedo e o abandono do convés principal contínuo da Classe Trento em favor de um convés em degrau.
Os cruzadores participaram das batalhas de Calábria, Cabo Spartivento e Cabo Matapão. Nesta última, o Pola foi imobilizado por um torpedo lançado por um torpedeiro Fairey Swordfish; o Zara e o Fiume foram destacados do resto da frota para socorrê-lo. Entretanto, os três mais dois contratorpedeiros foram afundados em um confronto noturno contra os couraçados HMS Barham, HMS Valiant e HMS Warspite. O Gorizia participou da Primeira e Segunda Batalha de Sirte, em dezembro de 1941 e março de 1942, respectivamente. A embarcação foi atingida por três bombas em abril de 1943 durante um ataque aéreo norte-americano contra La Maddalena, ficando seriamente danificado. Ele ainda estava sob reparos quando a Itália se rendeu em setembro de 1943, sendo tomado pela Alemanha. Mergulhadores italianos atacaram o Gorizia em junho de 1944 com torpedos tripulados, porém o cruzador sobreviveu ao ataque e foi desmontado depois da guerra.
| Navio   | Armas principais | Deslocamento | Propulsão                            | Serviço       | Serviço          | Serviço          | Serviço            |
| Navio   | Armas principais | Deslocamento | Propulsão                            | Batimento     | Lançamento       | Comissionamento  | Destino            |
| ------- | ---------------- | ------------ | ------------------------------------ | ------------- | ---------------- | ---------------- | ------------------ |
| Zara    | 8 × 203 mm       | 14 300 t     | 2 turbinas a vapor; 32 nós (59 km/h) | julho de 1929 | abril de 1930    | outubro de 1931  | Afundados em 1941  |
| Fiume   | 8 × 203 mm       | 14 300 t     | 2 turbinas a vapor; 32 nós (59 km/h) | abril de 1929 | abril de 1930    | novembro de 1931 | Afundados em 1941  |
| Gorizia | 8 × 203 mm       | 14 300 t     | 2 turbinas a vapor; 32 nós (59 km/h) | março de 1930 | dezembro de 1930 | dezembro de 1931 | Desmontado em 1947 |
| Pola    | 8 × 203 mm       | 14 300 t     | 2 turbinas a vapor; 32 nós (59 km/h) | março de 1931 | dezembro de 1931 | dezembro de 1932 | Afundado em 1941   |

## Bolzano

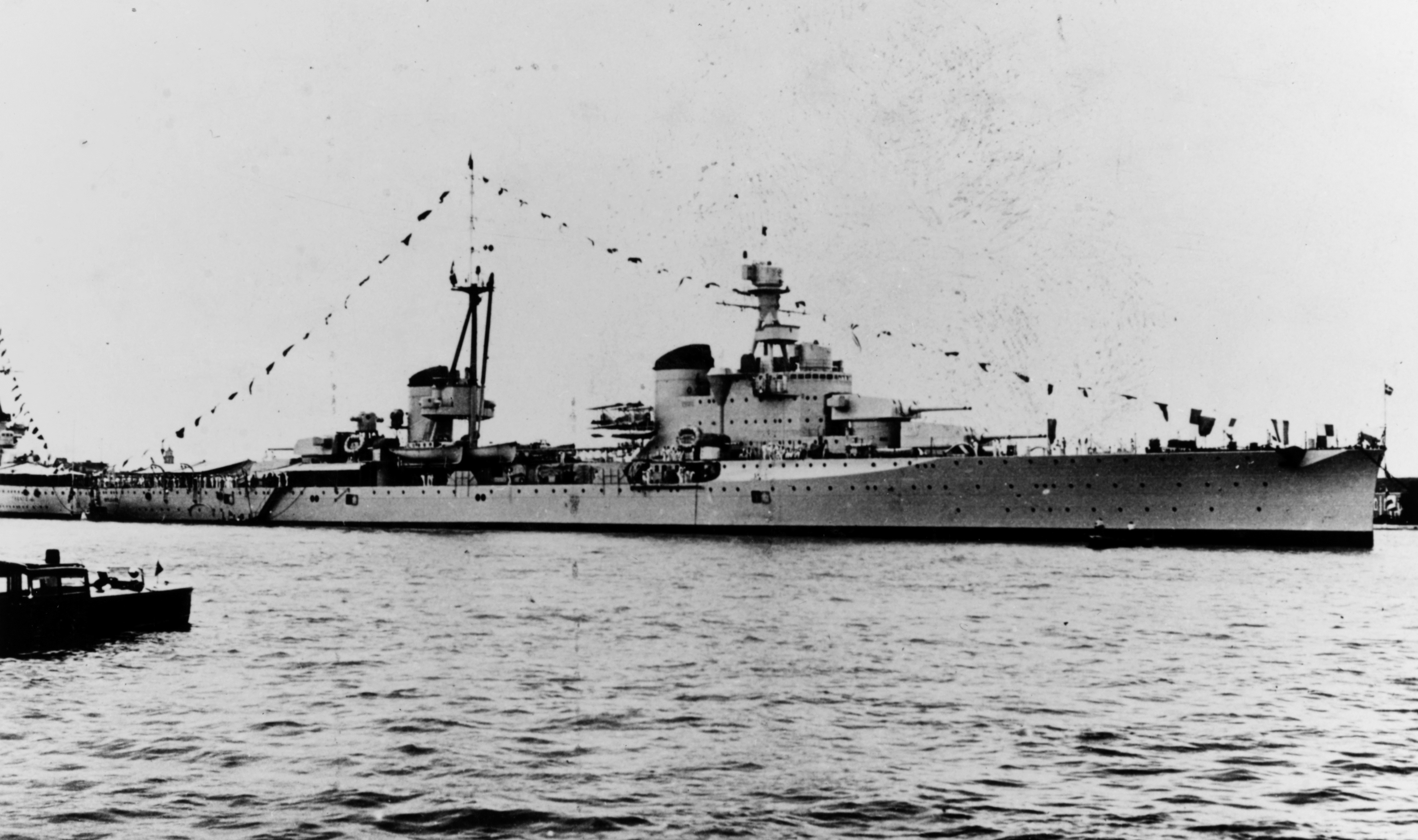
O Bolzano na década de 1930

A Marinha Real começou a modernizar os couraçados da Classe Conte di Cavour em 1928. Consequentemente, o Pola foi finalizado com uma ponte de comando ampliada para atuar temporariamente como a capitânia da frota. A embarcação, desta forma, ficaria indisponível para as planejadas duas divisões de três cruzadores cada, assim um navio para substituí-lo foi encomendado. As exigências de projeto foram bem similares a aquelas da Classe Trento, pois os líderes do alto comando continuaram a acreditar que velocidade era mais importante que blindagem. Mesmo assim, uma série de mudanças foram feitas em relação à Classe Trento, incluindo o uso dos canhões principais de calibre 53 da Classe Zara, novas caldeiras e um convés do castelo da proa elevado.
O Bolzano também esteve presente nas principais batalhas navais italianas da Segunda Guerra Mundial. Ele foi levemente danificado na Batalha de Calábria e enfrentou o cruzador de batalha HMS Renown na Batalha do Cabo Spartivento, porém nenhum dos dois conseguiu acertar o outro. Foi torpedeado em agosto de 1941 pelo submarino HMS Triumph enquanto tentava interceptar um comboio britânico. Reparos foram finalizados em novembro, porém o navio foi torpedeado novamente agosto de 1942, desta vez pelo submarino HMS Unbroken. Os danos foram sérios e ele ainda estava aguardando consertos em La Spezia quando a Itália se rendeu em setembro de 1943, sendo imediatamente tomado pelo alemães. Mergulhadores italianos conseguiram afundar o Bolzano na noite de 21 para 22 de junho de 1944 com torpedos tripulados. O cruzador foi reflutuado em 1949 e enviado para desmontagem.
| Navio   | Armas principais | Deslocamento | Propulsão                            | Serviço       | Serviço        | Serviço         | Serviço            |
| Navio   | Armas principais | Deslocamento | Propulsão                            | Batimento     | Lançamento     | Comissionamento | Destino            |
| ------- | ---------------- | ------------ | ------------------------------------ | ------------- | -------------- | --------------- | ------------------ |
| Bolzano | 8 × 203 mm       | 13 884 t     | 2 turbinas a vapor; 36 nós (67 km/h) | junho de 1930 | agosto de 1932 | agosto de 1933  | Desmontado em 1949 |

### Citações
1. ↑   Brescia 2012, pp. 72–73
2. 1 2 3   Brescia 2012, p. 80
3. 1 2   Brescia 2012, p. 76
4. 1 2 3 4 5 6   Roberts 1980, p. 293
5. 1 2   Hogg & Wiper 2004, pp. 2–3, 11
6. 1 2   Hogg & Wiper 2004, pp. 18, 24, 46–47, 54
7. 1 2 3 4   Hogg & Wiper 2004, p. 62
8. 1 2 3 4 5 6   Roberts 1980, p. 292
9. 1 2 3 4 5   Roberts 1980, p. 291
10. ↑   Hogg & Wiper 2004, pp. 11, 47
11. ↑   Hogg & Wiper 2004, p. 47
12. ↑   Brescia 2012, pp. 72, 74
13. ↑   Roberts 1980, pp. 291–292
14. ↑   Hogg & Wiper 2004, pp. 3, 10–11
15. ↑   Greene & Massignani 1998, pp. 218–221
16. ↑   Brescia 2012, pp. 80–81